# Форже (Вогези)
Форже (фр. Forge) насеље је и општина у североисточној Француској у региону Лорена, у департману Вогези која припада префектури Епинал.
По подацима из 2011. године у општини је живело 565 становника, а густина насељености је износила 119,7 становника/km². Општина се простире на површини од 4,72 km². Налази се на средњој надморској висини од 500 метара (максималној 813 m, а минималној 469 m).

## Демографија
| 1962. | 1968. | 1975. | 1982. | 1990. | 1999. | 2011. |
| ----- | ----- | ----- | ----- | ----- | ----- | ----- |
| 386   | 389   | 397   | 481   | 514   | 545   | 565   |

График промене броја становника у току последњих година